# Der Mönch von Santarem
Der Mönch von Santarem er en tysk stumfilm fra 1924 instrueret af Lothar Mendes.

## Medvirkende
- Alf Blütecher
- Emmy Förster
- Vivian Gibson
- Tzwetta Tzatschewa
- Evi Eva
- Alice de Finetti
- Walter Rilla
- Magnus Stifter
- Marlene Dietrich